# 331P/Gibbs
331P/Gibbs è  una cometa periodica appartenente alla famiglia delle comete della fascia principale. È la ventiduesima cometa scoperta da Alex R. Gibbs, la sua quattordicesima periodica.
La cometa è stata scoperta il 22 marzo 2012 ma sono state trovate immagini di prescoperta risalenti al 20 febbraio 2012. La sua piccola eccentricità, la cometa è praticamente in un'orbita circolare come quella dei pianeti, fa sì che sia visibile ad ogni opposizione che capita circa ogni quindici mesi.